# Hohenzollernstraße 64 (Mönchengladbach)

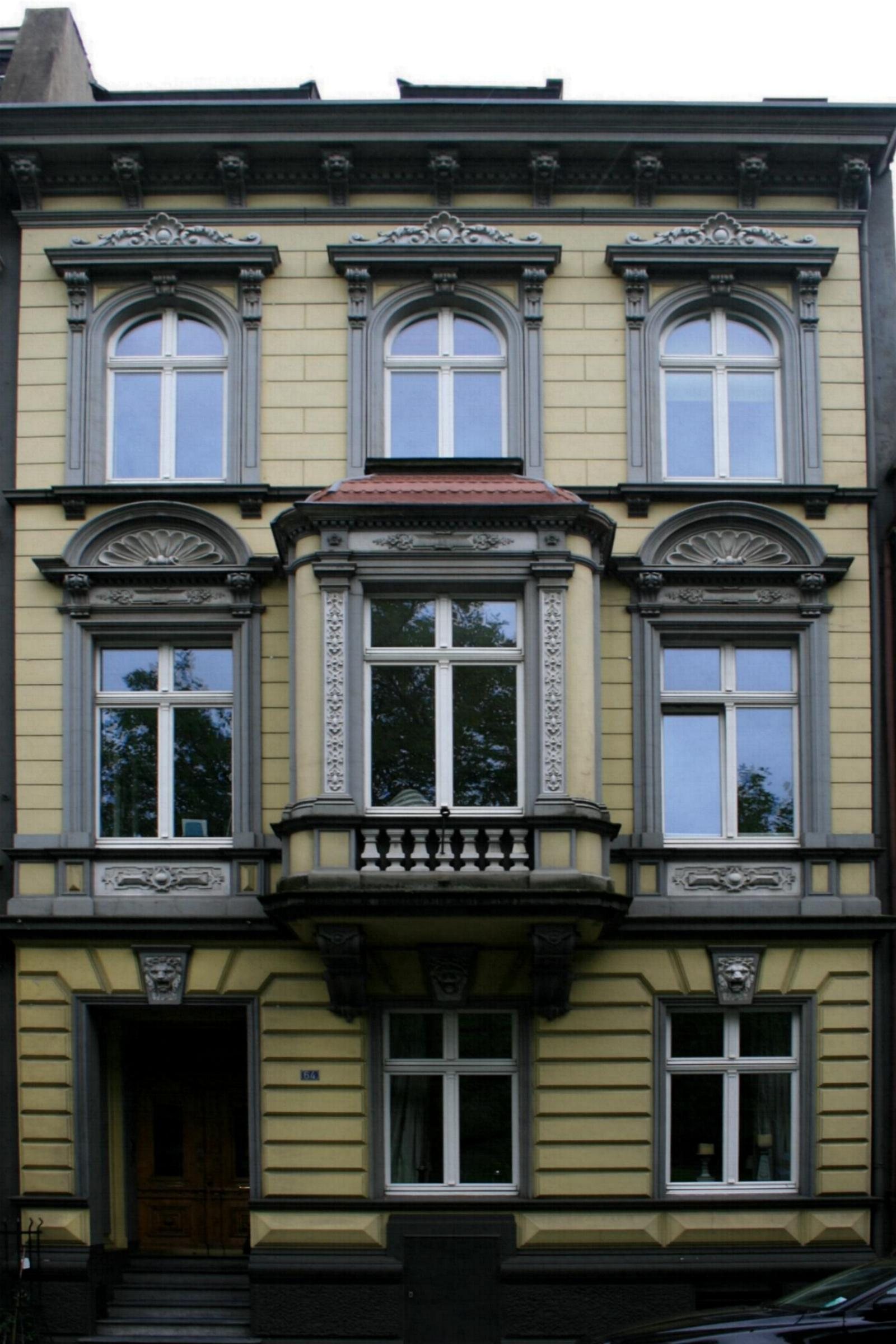
Wohnhaus (2010)

Das Wohnhaus Hohenzollernstraße 64 steht in Mönchengladbach (Nordrhein-Westfalen).
Das Gebäude wurde um 1900 erbaut. Es wurde unter Nr. H 098  am 17. November 1997 in die Denkmalliste der Stadt Mönchengladbach eingetragen.

## Lage
Die Hohenzollernstraße liegt im nördlichen Stadterweiterungsgebiet unmittelbar gegenüber dem Bunten Garten und der Kaiser-Friedrich-Halle.

## Architektur
Es handelt sich um einen dreigeschossigen Putzbau von drei Achsen mit flach geneigtem Satteldach. Im Wesentlichen noch traditionelle Fassadengliederung des Rheinischen Dreifensterhauses unter Hervorhebung des ersten Obergeschosses im Sinne einer Beletage. Horizontalgliederung und -strukturierung durch Sockel-, Stockwerk-, Sohlbank-, weit vorkragendes Dachgesims sowie durch angedeutete Quaderimitation im Erdgeschoss und Fugenschnitt in den Obergeschossen. Erschlossen wird das Gebäude durch die links angeordnete, tief eingeschnittene Eingangsnische.
Die Fenster der beiden ersten Geschosse sind als gleichförmige, scheitrecht abschließende Hochrechtecke von geschossweise variierender Gestaltung ausgebildet. Schlicht mit einem maskenverzierten Schlussstein besetzt sind alle Öffnungen des Erdgeschosses; die Fenster des ersten Obergeschosses fasst eine Rahmung mit einer Rundbogenbekrönung über einer Muschelornamentik. In den Brüstungsfeldern geometrische Dekorelemente bzw. Balusterausbildungen (Erker). Rundbogig schließen die Fenster des zweiten Obergeschosses ab. Sie werden gerahmt von einer gesimsverdachten Fassung mit Bekrönungsschmuck. Die Dachfläche durchbrechen drei Gauben neueren Datums.